# Platygaster lanceolata
Platygaster lanceolata är en stekelart som beskrevs av Peter Neerup Buhl 1996. Platygaster lanceolata ingår i släktet Platygaster och familjen gallmyggesteklar. Arten är reproducerande i Sverige. Inga underarter finns listade i Catalogue of Life.